# Vol Flying Tiger Line 45
Le 27 juillet 1970, le vol Flying Tiger Line 45, un vol cargo régulier, assuré par un Douglas DC-8 de la compagnie Flying Tiger Line, reliant Los Angeles à la base aérienne de Da Nang, au sud du Viêt Nam, avec plusieurs escales intermédiaires prévues à San Francisco, Seattle, Cold Bay, Tokyo, Naha, Hong Kong et Cam Ranh, s'est écrasé lors de l'approche finale, alors qu'il effectuer sa 4e escale à l'aéroport de Naha, à Okinawa, qui est, à l'époque, une base aérienne sous administration américaine. Les 4 membres d'équipage à bord de l'avion n'ont pas survécu à l'accident.

## Avion
L'appareil impliqué est un Douglas DC-8-63AF, immatriculé N785FT et propulsé par quatre turboréacteurs de type Pratt & Whitney JT3D-7. Il a été livré à Flying Tiger Line le 19 novembre 1968. Au moment de l'incident, il avait cumulé un total de 6047 heures de vol.

## Accident
Le vol 45 a décollé de l'aéroport international de Los Angeles à 20h53, le 25 juillet, et après 3 escales effectuées, il est arrivé à l'aéroport international de Tokyo-Haneda à 22h44, le 26 juillet. L'avion et l'équipage sont restés à Tokyo pour la nuit avant de redécoller à 9h29 pour la base aérienne de Naha.
Le DC-8 effectue son approche finale sur la piste 18 de la base aérienne de Naha vers 11h35, lorsque le taux de descente de l'avion a augmenté rapidement, puis le vol 45 s'est écrasé en mer, à 670 m du seuil de la piste d'atterrissage. 

## Enquête
L'enquête révèle que la cause principale de cet accident est un taux de descente ininterrompu, dû à l'inattention de l'équipage aux références d'altitude des instruments de vol, alors que le pilote tentait d'établir un contact visuel extérieur, dans des conditions météorologiques de vol aux instruments, pendant la dernière partie de la phase de descente.